# Wildpark im Grafenberger Wald
Koordinaten: 51° 14′ 56,7″ N, 6° 50′ 33,7″ O
Der Wildpark im Grafenberger Wald gehört mit seiner Größe von 36 Hektar zu den größeren Parks in Düsseldorf. Er ist einer der ältesten Wildparks in Deutschland und zeigt ausschließlich heimische Tierarten. Um die Freilaufflächen und Gehege der Tiere ist ein mehr als 200 Jahre alter Buchenwald beheimatet.

## Geschichte
Der Park wurde 1927 angelegt, damals mit einer Größe von 10 Hektar. Er beherbergte Dam- und Rehwild. Ein Flugzeugabsturz ereignete sich am 12. Dezember 1944. Im selben Jahr wurde der Park geschlossen, 1953 dann auf 30 Hektar erweitert und neu eröffnet. Später erfolgte eine Erweiterung auf die heutige Größe von 36 Hektar. Zwischen 2008 und 2014 haben ehrenamtliche Archäologen vom LVR-Amt für Bodendenkmalpflege im Rheinland die Absturzstelle eines am 12. Dezember 1944 abgestürzten britischen Bombers vom Typ Avro Lancaster untersucht und dokumentiert. Am 5. April 2017 wurde in unmittelbarer Nähe der damaligen Absturzstelle, am Lindenplätzchen, eine Gedenktafel aufgestellt.

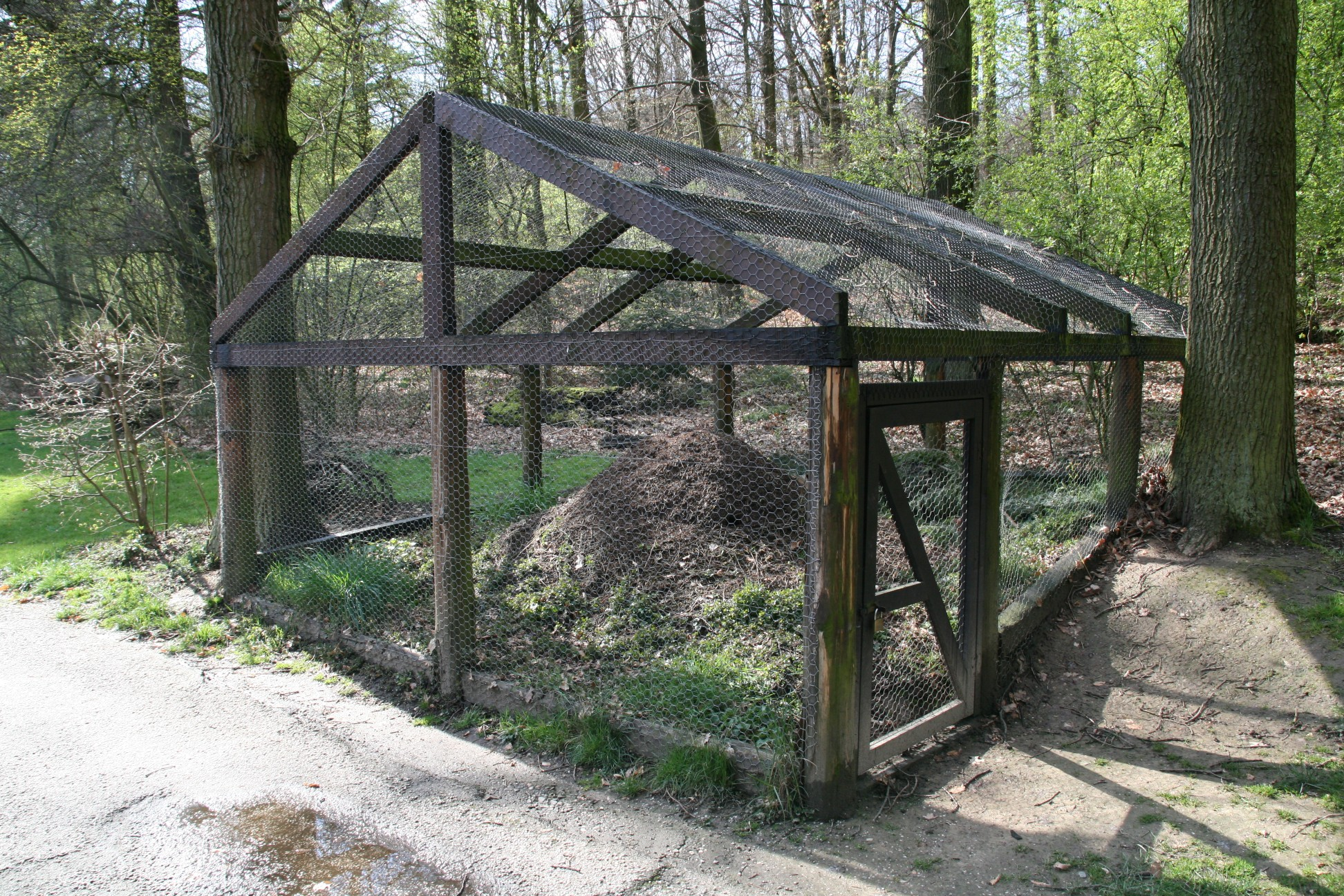
Nesthaufen der Waldameisen
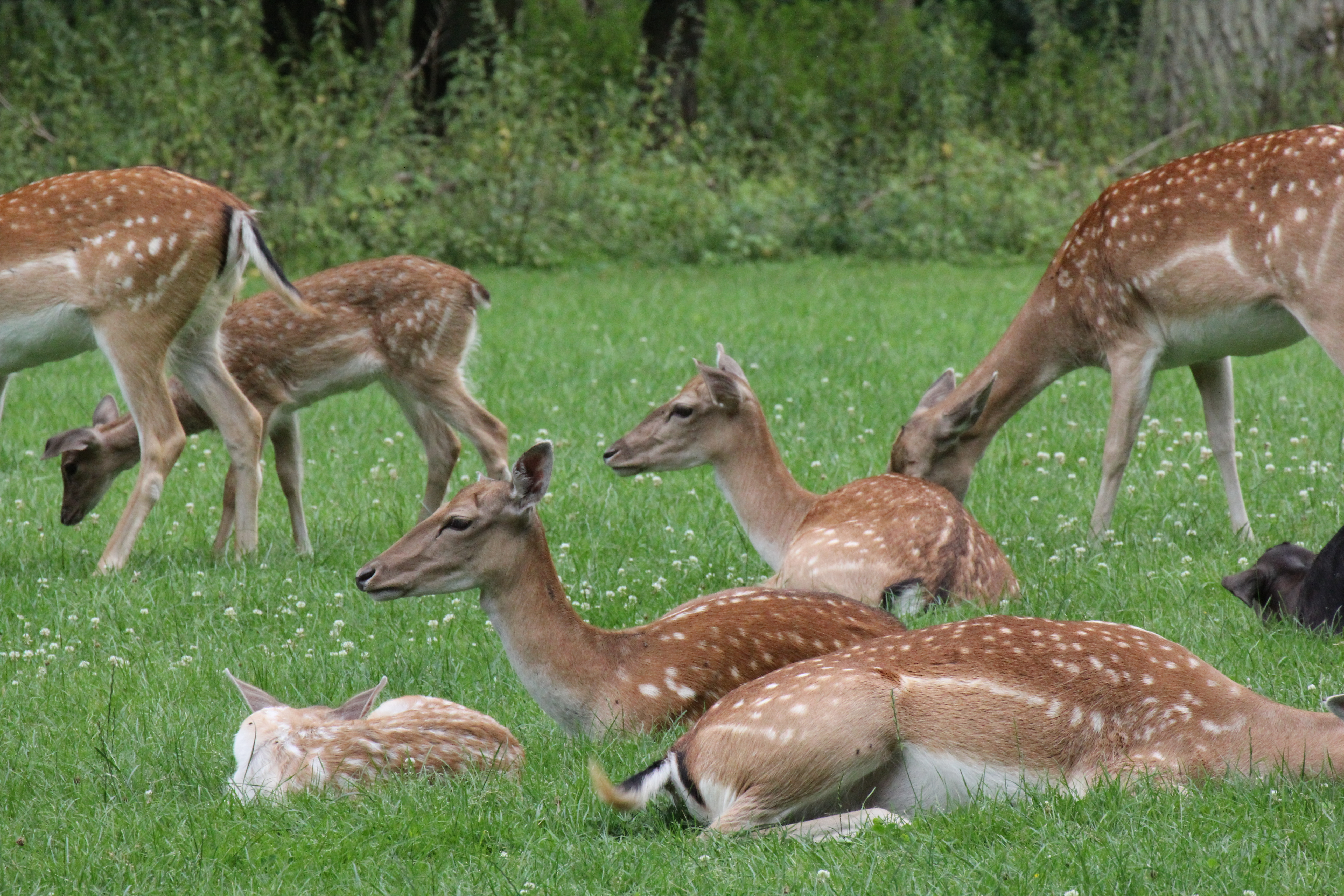
Damwild
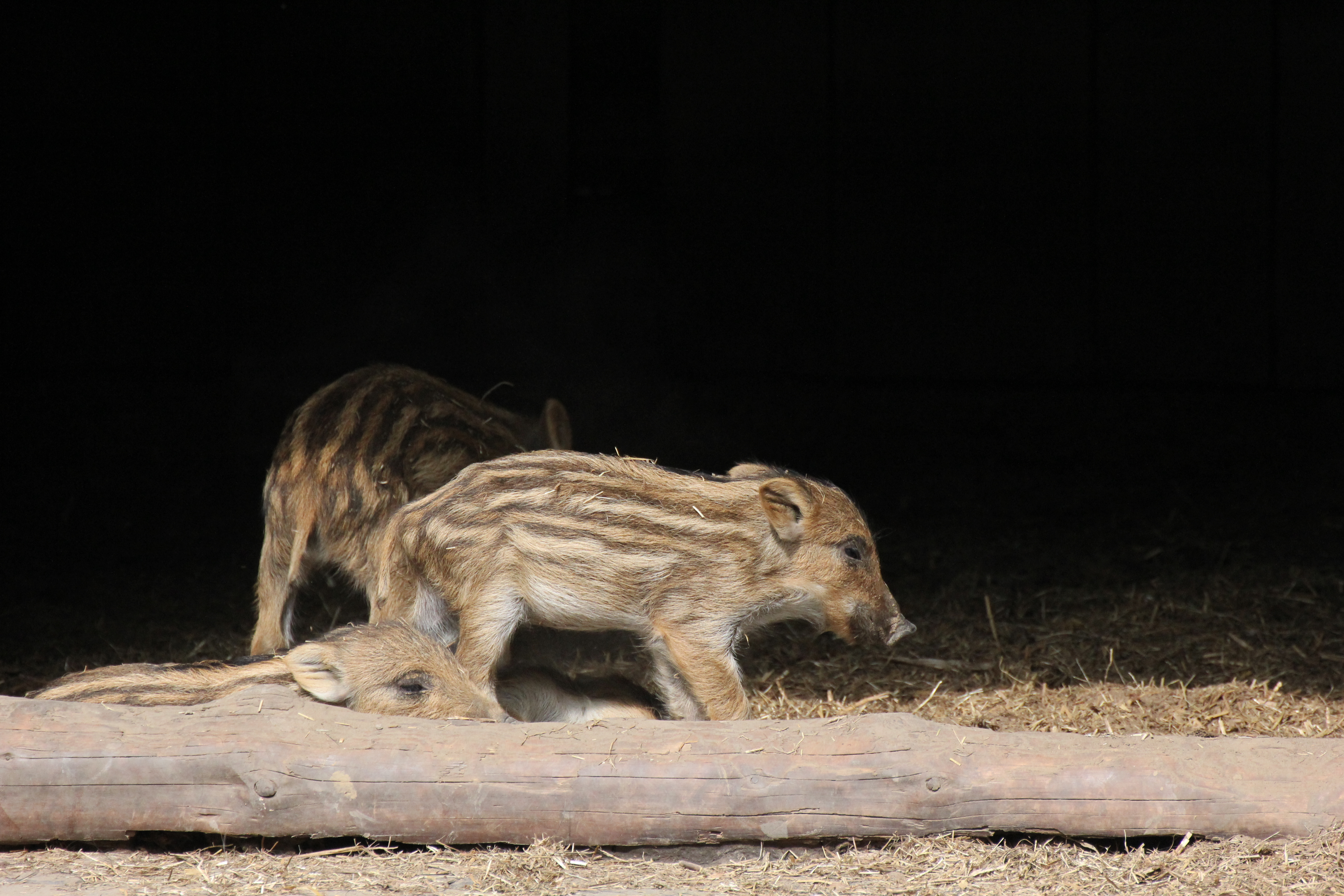
Wildschwein-Frischlinge
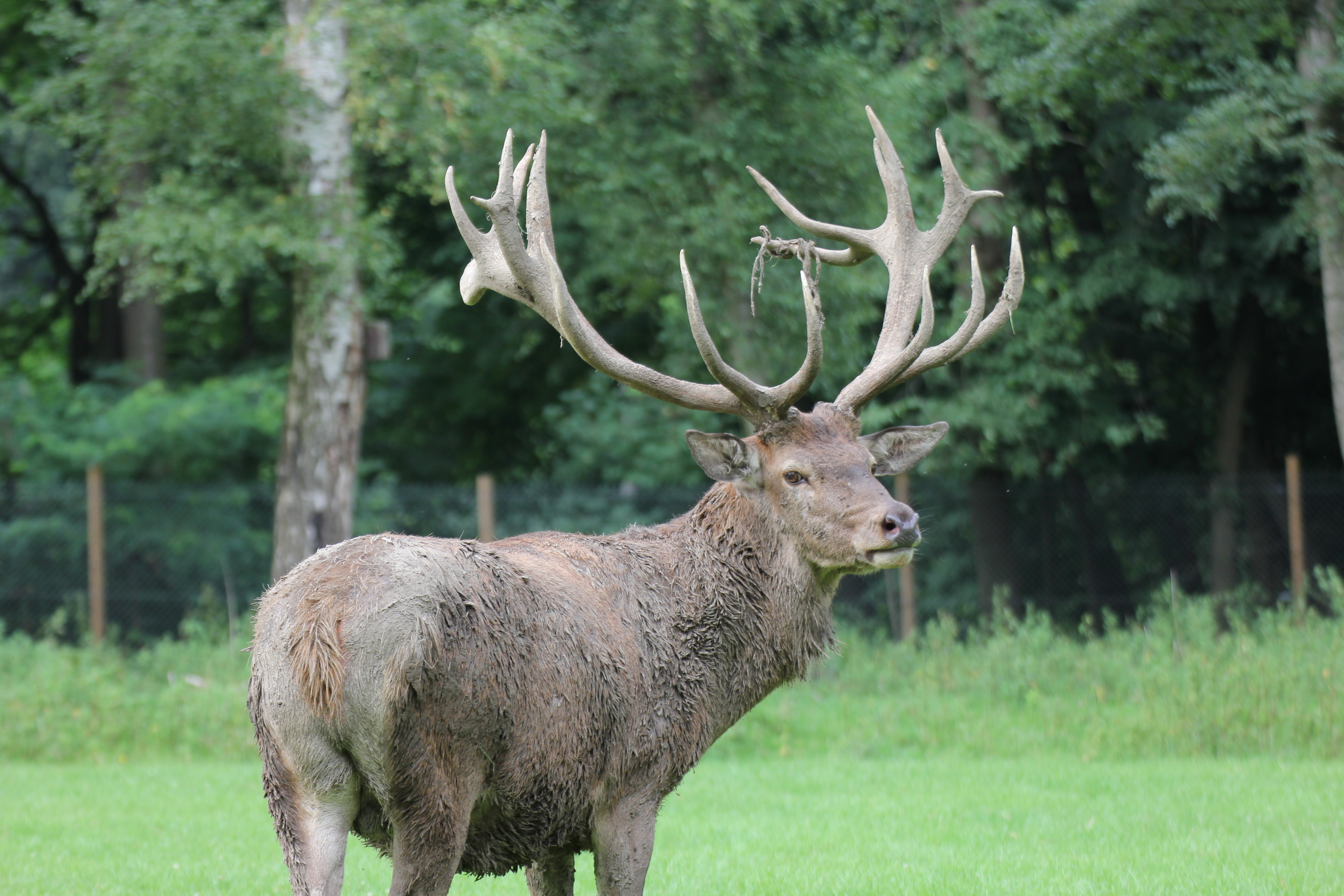
Rothirsch

## Tierbestand
Der Park ist mit seinen ca. 100 Tieren ein beliebtes Ausflugsziel, nicht nur weil er keinen Eintritt kostet. Man findet Rothirsche, Damwild, Muffelwild, Wildschweine und Fasane. Wildkatzen, Waschbären und andere Kleinraubtiere sind ebenfalls zu sehen.

## Attraktionen
- Bienenschauhaus

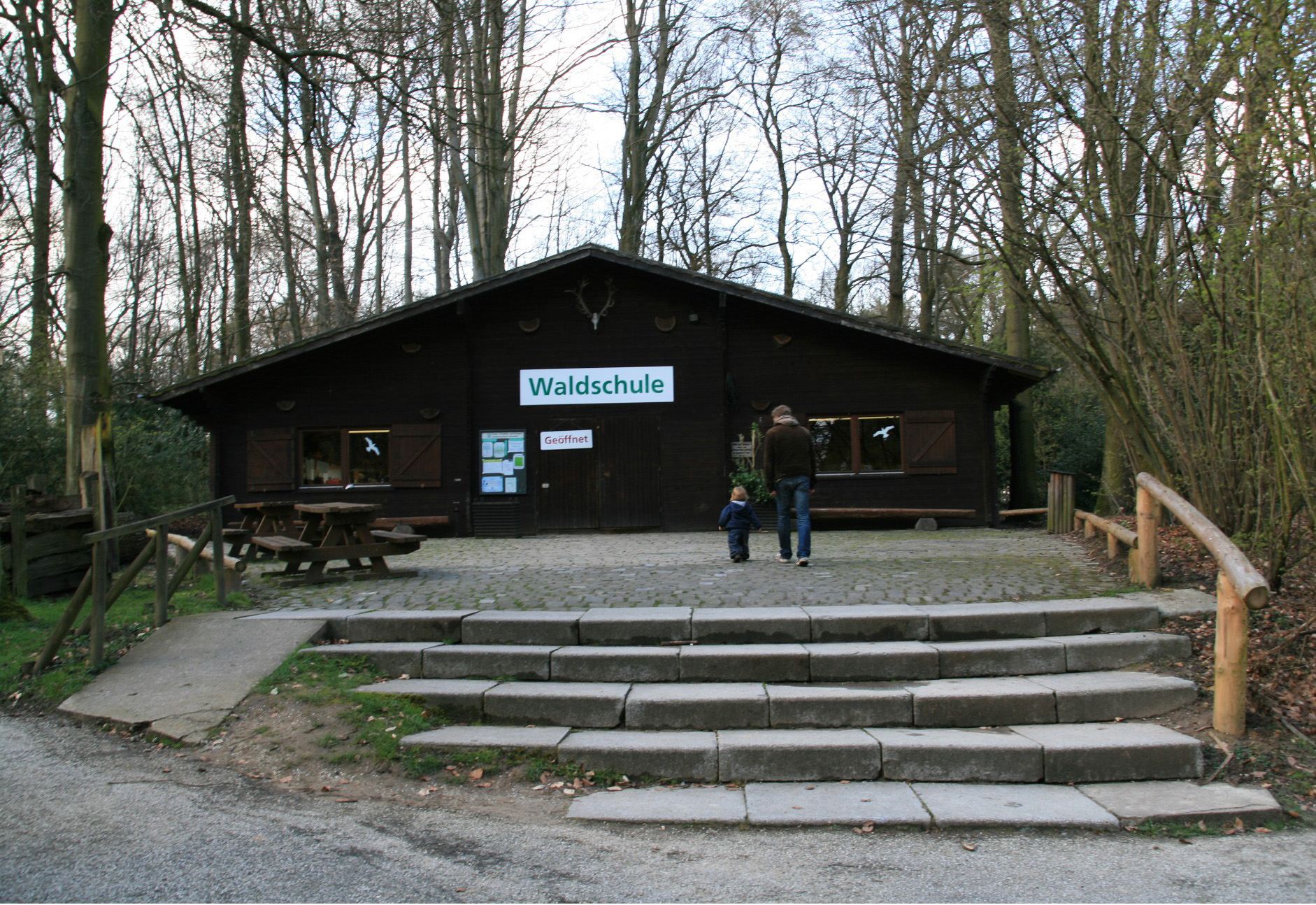
Die Waldschule

- Waldschule (mit verschiedenen Präparaten)
- Spielplatz

## Förderverein
Ein im Jahr 2010 erstelltes Gutachten sieht die Erweiterung verschiedener Gehege sowie die Anlage eines Bachlaufs vor. Um diese Pläne umzusetzen, hat sich Anfang 2011 der „Freundeskreis Wildpark Düsseldorf e. V.“ gebildet, der mit Spendensammlungen die städtischen Zuschüsse ergänzen möchte.

## Veranstaltungen
Alle zwei Jahre wird ein Sommerfest veranstaltet, 2017 fand die zehnte Veranstaltung dieser Art statt.